# Edson Izidoro Guimarães
Edson Izidoro Guimarães, também chamado  O Anjo da Morte ou O Enfermeiro da Morte, é um ex-auxiliar de enfermagem que trabalhava no setor de emergência do Hospital Municipal Salgado Filho, no Méier, na Zona Norte do Rio de Janeiro. Ele é o responsável direto pela morte de ao menos 5 pessoas,  mas estima-se que o número verdadeiro possa chegar a 131, o que o transformaria num dos maiores assassinos em série do Brasil e do mundo.   

## Os crimes
Edson cometeu os crimes para receber comissão das funerárias, matando as vítimas, homens e mulheres, por envenenamento com cloreto de potássio ou asfixia, removendo as máscaras de oxigênio. Ele afirmou também que matava pacientes em estado terminal e tentou justificar a prática como uma forma de abreviar o sofrimento das vítimas e seus familiares.  
Os crimes foram desvendados porque uma funcionária da limpeza do hospital, chamada Cátia, procurou o diretor da instituição, Flávio Adolpho Silveira, para dizer que ia deixar o emprego porque "coisas ruins" estavam acontecendo lá. Durante a conversa, ela contou que havia visto Guimarães aplicar uma injeção num paciente, que teria morrido logo em seguida.   
Após a denúncia, funcionários do hospital e policiais disfarçados monitoraram Edson e após três mortes na Unidade de Pacientes Traumáticos na manhã de 07 de maio, Edson foi interrogado e acabou confessando os crimes. 
O caso também levou à investigação da chamada Máfia das Funerárias, prática que era comum no Rio e outras cidades do Brasil, através da qual as funerárias pagavam comissão a funcionários de hospitais que indicassem seus serviços. 

### Vítimas
- Jorge Barbosa, morto em abril de 1999
- Márcia Garnier Pereira, morta em 7 de maio de 1999
- Maria Aparecida Pereira, morta em 7 de maio de 1999
- Francisca Teresa Coutinho de Oliveira, morta em 7 de maio de 1999
- Matias Gomes, morto após uma injeção de cloreto de potássio em 7 de maio de 1999

## Prisão, julgamento e pena
Edson Izidoro Guimarães foi preso em 7 de maio de 1999, quando trabalhava no plantão do Hospital Salgado Filho. No dia 21 daquele mês, foi denunciado pelo Ministério Público por homicídio triplamente qualificado (motivo torpe, emprego de asfixia e veneno e uso de recurso que impossibilitou a defesa das vítimas). 
Após preso, ele revelou aos policiais que recebia 100 reais por cada corpo entregue às funerárias, podendo este valor chegar a 1.000 caso o morto tivesse seguro. 
Em 17 de fevereiro de 2000, Edson Izidoro Guimarães foi condenado a 76 anos de prisão, resultado da soma das quatro penas de 19 anos pelas mortes dos quatro pacientes do Hospital Municipal Salgado Filho. A defesa apelou e em 13 de março de 2001, a 3ª Câmara Criminal do Tribunal de Justiça do Rio de Janeiro, em decisão unânime, reformou a sentença por entender que houve crime continuado e não concurso material de crimes. Na ocasião, a Câmara fixou a pena de Edson Izidoro em 31 anos e 8 meses de reclusão. 
Em 27 de setembro de 2001, Guimarães foi novamente julgado, agora pelo 3º Tribunal do Júri do Rio de Janeiro, mas a pena foi mantida. 

## A Máfia das Funerárias
O caso serviu para tornar pública uma prática que, até então, era muito comum em hospitais do Rio de Janeiro e, possivelmente, no restante do país: a Máfia das Funerárias, foi denunciada pela esposa do comerciante Édio Telles, de 38 anos, que teve a morte antecipada na madrugada de 10 de janeiro de 1999. Segundo denúncia da esposa, a bibliotecária Elizabeth Araújo Barbosa Telles, o enfermeiro Edson conversava bastante com ela nos dias em que acompanhava seu marido. A mesma denunciou na delegacia de homicídios que o enfermeiro não só antecipava a morte de pacientes como também lucrava recebendo valores das funerárias que indicava para as famílias dos mortos. O caso repercutiu na mídia, tendo a jovem viúva sido exposta em cadeia nacional, e recebendo o apoio do Ministério da Justiça, após pronunciamento do então Presidente Fernando Henrique Cardoso. Com a prisão de Edson Izidoro Guimarães, foi confirmado um esquema no Hospital Salgado Filho, onde empresas funerárias agiam livremente pagando comissões a quem indicasse seus serviços. As investigações mostraram que o auxiliar de enfermagem chegava a lucrar de cem a mil reais, dependendo do tipo de morte. As mortes naturais rendiam menos que as produzidas por acidentes de trânsito. Estas últimas envolviam um esquema de seguro. 
Súbito, um desdobramento: foi descoberto que a ação da máfia das funerárias não se restringia ao Rio de Janeiro. A prefeitura de São Paulo também admitiu que sua população estava sendo vítima da ação criminosa de agentes funerários, não ficando provado que a máfia paulista chegasse ao extremo das similares no estado onde Edson operava.

## Indenização à esposa de Jorge Barbosa
Em 23 de agosto de 2009, a 11ª Câmara Cível do TJ-RJ (Tribunal de Justiça do Rio de Janeiro) condenou o município do Rio de Janeiro a pagar indenização moral de R$ 50 mil a Sebastiana Barbosa, viúva de Jorge Barbosa. Jorge havia sofrido convulsões e, logo após, sido transferido para o Hospital Salgado Filho, onde foi medicado e as crises controladas. Ao voltar ao hospital no dia seguinte, Sebastiana descobriu que o marido havia falecido. O Município do Rio, alegou que a morte se deu em virtude da evolução natural do quadro clínico do paciente, mas 11ª Câmara Cível rejeitou a alegação. 